# كرافانتسانا
كرافانتسانا هيبلدية (بلدية) في مقاطعة كونيو في منطقة بيدمونت الإيطالية، وتقع على بعد حوالي 60 كيلومتر (37 ميل) جنوب شرق تورينو وحوالي 50 كيلومتر (31 ميل) شمال شرق كونيو.
تقع كرافانتسانا على حدود البلديات التالية: أرغويلو، بوسيا، تشيروتو لانغي، فيزوليو، ليكيو بيريا، توري بورميدا.